# Hohengöhren-Damm
Der Hohengöhren-Damm, landläufig Hohengöhrener Damm, ist ein Ortsteil der Gemeinde Schönhausen (Elbe) im Osten des Landkreises Stendal in Sachsen-Anhalt.

## Geografie
Die kleine Siedlung liegt 4 Kilometer östlich von Hohengöhren am Haidgraben am Rande des Waldgebietes Hohengöhener Heide. Der Graben gehört zum Fauna-Flora-Habitat-Gebiet „Kamernscher See und Trübengraben“. Südlich des Ortes liegt der etwa 32 Meter hohe Räuberberg.
Östlich des Ortes beginnt das militärische Sperrgebiet des Truppenübungsplatzes Klietz, der sich bis in das benachbarte Land Brandenburg erstreckt.

## Geschichte

### Neuzeit
1782 bestand der Hohen Göhrensche Damm aus zwei Vorwerken mit 16 Feuerstellen und gehörte den von Möllendorf in Wudicke.
Unter Damm ist hier der Verbindungsweg entlang des Bruchgebietes der Trüben zu verstehen, der durch die Orte Wust-Damm, Schönhausen-Damm, Hohengöhren-Damm nach Klietz führt.

### Archäologie
Der Räuberberg mit dem Burghügel und der Niederung daneben sind als Bodendenkmal geschützt.

### Eingemeindungen
Der Hohengöhrenen Damm gehörte zum Gutsbezirk (Gut) Höhengöhren, dass früher zum zweiten Distrikt im Jerichowschen Kreis im Norden des Herzogtums Magdeburg gehörte. 1816 kam es zum Kreis Jerichow I, dem späteren Landkreis Jerichow I in der preußischen Provinz Sachsen.
Am 30. September 1928 wurde der Gutsbezirk Hohengöhren (mit den Wohnplätzen Hohengöhrenen Damm, Julienhof und Ziegelei) mit der Landgemeinde Hohengöhren vereinigt. Am 1. Juli 1950 kam die Gemeinde zum Landkreis Genthin. Am 25. Juni 1952 wurde sie dem Kreis Havelberg zugeordnet. Nach dessen Auflösung kam sie am 1. Juli 1994 zum heutigen Landkreis Stendal.
Bis zum 31. Dezember 2009 war Hohengöhren eine selbständige Gemeinde mit dem zugehörigen Ortsteil Hohengöhren-Damm,
Durch einen Gebietsänderungsvertrag beschloss der Gemeinderat der Gemeinde Hohengöhren am 2. März 2009, dass die Gemeinde Hohengöhren in die Gemeinde Schönhausen (Elbe) eingemeindet wird. Dieser Vertrag wurde vom Landkreis als unterer Kommunalaufsichtsbehörde genehmigt und trat am 1. Januar 2010 in Kraft.
Damit kam Hohengöhren-Damm als Ortsteil zu Schönhausen.

### Einwohnerentwicklung
| Jahr | Einwohner |
| ---- | --------- |
| 1782 | [0]084    |
| 1840 | [0]124    |
| 1864 | [00]147   |
| 1905 | [00]109   |
| 2014 | [00]049   |
| 2017 | [00]054   |

| Jahr | Einwohner |
| ---- | --------- |
| 2018 | [00]55    |
| 2019 | [00]64    |
| 2020 | [00]63    |
| 2021 | [00]63    |
| 2022 | [0]57     |

## Religion
Die evangelischen Christen der früheren Kolonie vom Damme gehören zur Kirchengemeinde Hohengöhren, die früher zur Pfarrei Hohengöhren gehörte. Sie wird heute betreut vom Pfarrbereich Schönhausen des Kirchenkreises Stendal im Propstsprengel Stendal-Magdeburg der Evangelischen Kirche in Mitteldeutschland.
Die ältesten überlieferten Kirchenbücher für Hohengöhren stammen aus dem Jahre 1680.
Die katholischen Christen gehören zur Pfarrei St. Elisabeth in Tangermünde im Dekanat Stendal im Bistum Magdeburg.

## Kultur und Sehenswürdigkeiten
- Ein Bauernhaus steht unter Denkmalschutz.
- Auf dem Ortsfriedhof steht ein Denkmal für die Gefallenen des Ersten Weltkrieges, eine Stele gekrönt von einem Eisernen Kreuz.[21] 2014 wurde eine neue Mahntafel für die Gefallenen des Zweiten Weltkrieges eingeweiht.[22]

## Verkehr
Die Siedlung ist direkt mit einer Straße mit dem westlich gelegenen Hohengöhren verbunden. Der Radrundweg Altmarkrundkurs führt durch den Ort.